# Les Trois Sœurs (téléfilm, 2015)
Pour les articles homonymes, voir Trois sœurs.
Pour plus de détails, voir Fiche technique et Distribution.
Les Trois Sœurs est un téléfilm français réalisé par Valeria Bruni Tedeschi d'après la pièce d'Anton Tchekhov et diffusé sur Arte le 4 septembre 2015.

## Synopsis
« Russie, fin du XIXe siècle : c’est un jour de fête dans la maison des trois sœurs. Tout est joyeux et lumineux. Le deuil du père, mort il y a un an, est terminé. Les militaires, habitués de la maison, sont là. L’avenir est plein de certitudes heureuses : retourner vivre à Moscou, la ville natale, commencer à travailler, se marier. Mais bientôt, les certitudes vont se transformer en suppositions et l’avenir ne s’envisagera plus qu’au conditionnel… » 

## Fiche technique
- Titre original : Les Trois Sœurs
- Réalisation : Valeria Bruni Tedeschi
- Scénario : Valeria Bruni Tedeschi, Noémie Lvovsky avec la collaboration de Caroline Deruas, librement adapté de la pièce éponyme d'Anton Tchekhov
- Musique : Steve Bouyer
- Photographie : Simon Beaufils
- Montage : Anne Weil
- Production : Arte France, La Comédie-Française, AGAT Films & Cie, Ad Vitam Production
- Pays d’origine : France
- Langue : Français
- Genre : Drame
- Durée : 110 minutes
- Date de diffusion : 4 septembre 2015 sur Arte

## Distribution
- Éric Ruf : Vassili
- Bruno Raffaelli : Ivan
- Florence Viala : Olga
- Coraly Zahonero : Natalia
- Laurent Stocker : Nikolaï
- Michel Vuillermoz : Alexandre
- Elsa Lepoivre : Macha
- Gilles David : Fiodor
- Stéphane Varupenne : Andreï
- Georgia Scalliet : Irina
- Danièle Lebrun : Anfissa
- Michel Robin : Feraponte
- Bernard Nissille : Rodé

## Collection
Le téléfilm fait partie de la Collection Théâtre créée par Arte en 2014, pour laquelle plusieurs réalisateurs ont été sollicités afin d’« adapter, de manière personnelle et audacieuse, [de] grandes pièces de théâtre », « pour en créer des fictions originales et singulières », « avec pour seules règles de garder la distribution initiale, de respecter la dramaturgie... et un budget minimaliste ».
- 2014 : Que d'amour ! de Valérie Donzelli, d'après Le Jeu de l’amour et du hasard de Marivaux[5]
- 2014 : La Forêt de Arnaud Desplechin, d’après la pièce éponyme  d'Alexandre Ostrovski
- 2013 : Les amis à vendre de Gaëtan Bevernaege, d'après la pièce Les amis du placard de Gabor Rassov
- 2014 : Le Système de Ponzi de Dante Desarthe, d'après la pièce éponyme de David Lescot[6]
- 2014 : Des fleurs pour Algernon d’Yves Angelo, d’après le roman éponyme de Daniel Keyes[7]
- 2016 : Dom Juan et Sganarelle de Vincent Macaigne, d’après Dom Juan ou le Festin de pierre de Molière[8]
- 2017 : Les Fausses confidences de Luc Bondy, d'après la pièce éponyme de Marivaux[9],[10]

- 2017 : Oblomov de Guillaume Gallienne, d'après le roman éponyme de Ivan Gontcharov[11]

## Distinctions
- 2015 : Prix du Syndicat français de la critique de cinéma et des films de télévision – Meilleure fiction[12]
- 2016 : Prix de la meilleure œuvre française de Fiction TV au Rendez-vous with french cinema 2016[13] de New-York[1]

## Collection
Le téléfilm fait partie de la collection théâtre créée par Arte en 2014, collection composée d'adaptations de manière personnelle et audacieuse des grandes pièces de théâtre par des réalisateurs.
- 2014 : Que d'amour ! de Valérie Donzelli, adaptation du Jeu de l’amour et du hasard de Marivaux[5]
- 2013 : Les amis à vendre de Gaëtan Bevernaege d'après la pièce Les amis du placard de Gabor Rassov
- 2014 : Le Système de Ponzi de Dante Desarthe d'après la pièce de David Lescot[14]
- 2014 : Des fleurs pour Algernon d’Yves Angelo d’après la pièce de Daniel Keyes
- 2014 : La Forêt d'Arnaud Desplechin[15]
- 2015 : Les Trois Sœurs de Valeria Bruni Tedeschi d'après la pièce d'Anton Tchekhov[16]
- 2016 : Dom Juan et Sganarelle de Vincent Macaigne[17]
- 2017 : Les Fausses confidences de Luc Bondy d'après la pièce de Marivaux[18]
- 2017 : Oblomov de Guillaume Gallienne d'après le roman de Ivan Gontcharov[19]
- 2021 : Guermantes de Christophe Honoré[20]